# صاجي

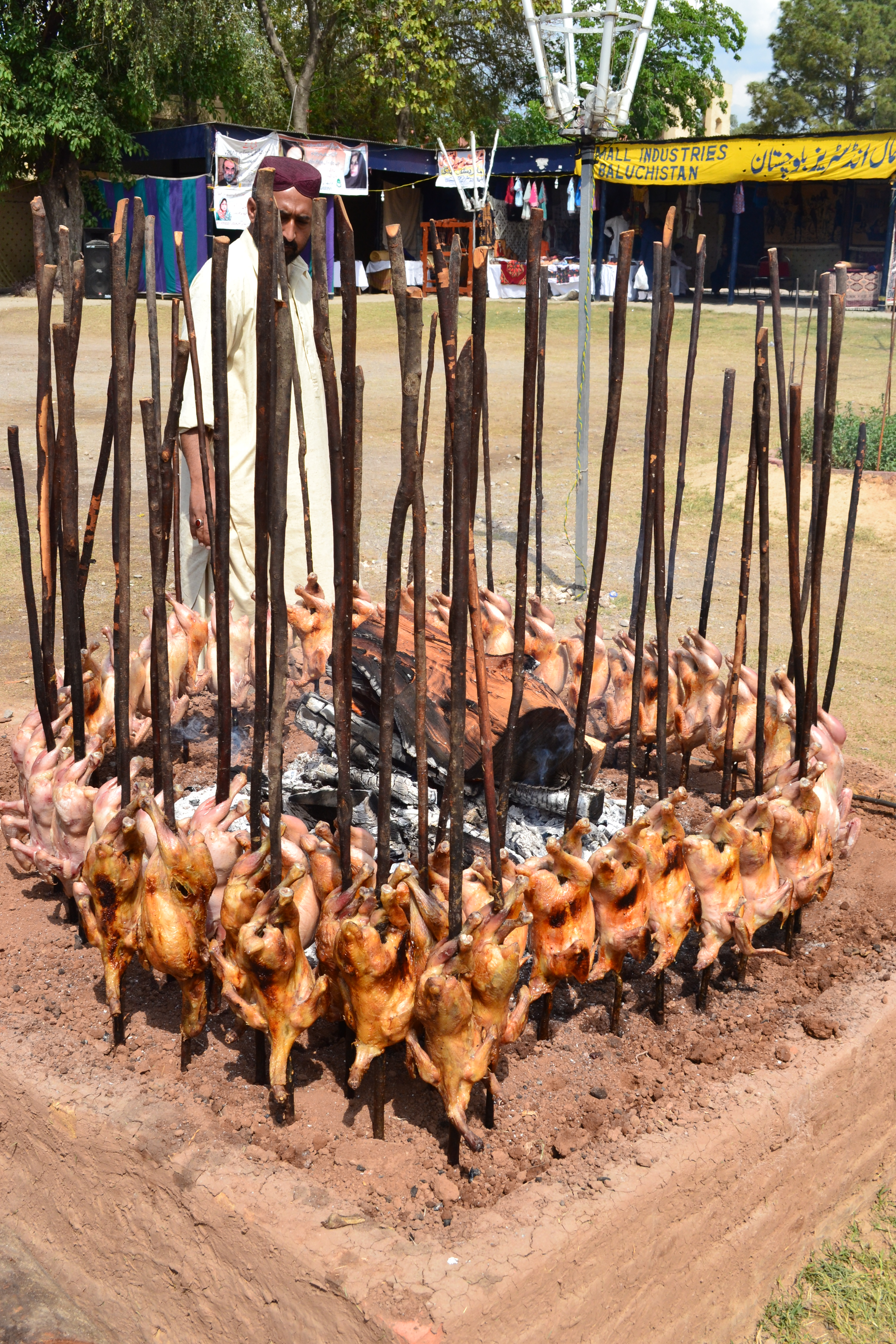
Sajji being cooked in Balochistan, Pakistan

الصاجي هو طبق بالوتشي أصلُهُ من مقاطعة بلوشستان الباكستانية.
يتكون الصاجي التقليدي والأصلي من لحم الضأن المتبل بالملح مع القليل من التوابل.
يعتبر الطبق جاهزا عندما يكون في مرحلة "إستواء اللحم". يتم تقديمه بحشو الارز المطبوخ والذي يُخبز في الفرن، ملفوفًا حول حجر "التنور".
وُجدت الأصناف الإقليمية مع اختلافات طفيفة في النكهة. يُستخدم بشكل ملحوظ الدجاج بدلاً من لحم الضأن في المراكز الحضرية في كراتشي أو إسلام أباد أو لاهور، ويُحمص الصاجي حتى يصبح متوسطًا أو مطهيًا جيدًا ويُقدم مع الأرز بدلاً من خبز الكاك التقليدي في بلوشستان.